# Zeta Telescopii
Zeta Telescopii (ζ Telescopii, förkortat Zeta Tel, ζ Tel) som är stjärnans Bayerbeteckning, är en ensam stjärna belägen i den västra delen av stjärnbilden Kikaren. Den har en skenbar magnitud på 4,13, är synlig för blotta ögat där ljusföroreningar ej förekommer och den näst starkast lysande i stjärnbilden. Baserat på parallaxmätning inom Hipparcosuppdraget på ca 25,8 mas, beräknas den befinna sig på ett avstånd på ca 126 ljusår (ca 39 parsek) från solen.

## Egenskaper
Zeta Telescopii är en orange jättestjärna av spektralklass K1 III-IV och är en röd klumpjätte. Den har en massa som är ca 50 procent större än solens massa, en radie som är ca 9 gånger större än solens och utsänder från dess fotosfär ca 41 gånger mera energi än solen vid en effektiv temperatur på ca 4 800 K.